# Danîlivka, Vasîlkiv
Danîlivka (în ucraineană Данилівка) este localitatea de reședință a comunei Danîlivka din raionul Vasîlkiv, regiunea Kiev, Ucraina.

## Demografie
Componența lingvistică a localității Danîlivka
     Ucraineană (84,56%)
     Rusă (15,06%)
     Alte limbi (0,22%)
Conform recensământului din 2001, majoritatea populației localității Danîlivka era vorbitoare de ucraineană (84,56%), existând în minoritate și vorbitori de rusă (15,06%).